# Cantó de Remusat
El cantó de Remusat és un cantó francès del departament de la Droma, situat al districte de Niom. Té 18 municipis i el cap és Remusat.

## Municipis
- La Charce
- Chauvac-Laux-Montaux
- Cornilhac
- Cornillon-sur-l'Oule
- Lemps
- Montferrand-la-Fare
- Montréal-les-Sources
- Pelonne
- Le Poët-Sigillat
- Pommerol
- Remusat
- Roussieux
- Saüna
- Saint-May
- Verclause
- Vilaperdritz

| Data d'elecció                           | Identitat      | Partit                     | Qualitat |
| ---------------------------------------- | -------------- | -------------------------- | -------- |
| 1949-1967                                | M. Rolland     | RGR, després Divers droite |          |
| 1967-1979                                | M. Latil       | Divers droite              |          |
| 1979-2004                                | Jean Besson    | PS                         |          |
| 2004-                                    | Hervé Rasclard | PS                         |          |
| les dades anteriors no són pas conegudes |                |                            |          |